# ВПС (Москва)
ВПС (рос. ВВС) — радянський футбольний клуб з міста Москва. Заснований у 1944 році. Брав участь у чемпіонатах СРСР з футболу. Мав всесторонню підтримку від командувача військово-повітряних сил Московського військового округу генерал-лейтенанта авіації Василя Сталіна.
Кольори команди жовто-блакитні. У 1953 команду розформовано за офіційною версією «в зв'язку з скороченням Збройних сил СРСР».

## Історія
Свій перший сезон команда провела в другій групі чемпіонату СРСР, а з 1947 по 1952 виступала в елітному дивізіоні, який носив спочатку назву Перша група, а згодом Клас «А». Найвище досягнення — четверте місце (1950).

## Статистика
| Сезон | Ліга              | Місце | Матчі | В  | Н | П  | МЗ | МП | О  | Бомбардир                | Кубок СРСР |
| ----- | ----------------- | ----- | ----- | -- | - | -- | -- | -- | -- | ------------------------ | ---------- |
| 1945  | Група 2           | 2     | 17    | 9  | 6 | 2  | 32 | 12 | 24 |                          | 1/32       |
| 1946  | Група 2 (південь) | 1     | 24    | 16 | 5 | 3  | 56 | 22 | 37 |                          | 1/16       |
| 1947  | Перша група       | 13    | 24    | 3  | 5 | 16 | 21 | 54 | 11 | Віктор Пономарьов (8)    | 1/16       |
| 1948  | Перша група       | 9     | 26    | 9  | 3 | 14 | 33 | 52 | 21 | Віктор Пісковатський (8) | 1/4        |
| 1949  | Перша група       | 8     | 34    | 13 | 9 | 12 | 48 | 42 | 35 | Сергій Коршунов (12)     | 1/64       |
| 1950  | Клас «А»          | 4     | 36    | 20 | 5 | 11 | 78 | 52 | 45 | Віктор Шувалов (16)      | 1/4        |
| 1951  | Клас «А»          | 10    | 28    | 11 | 4 | 13 | 44 | 56 | 26 | Сергій Коршунов (13)     | Півфінал   |
| 1952  | Клас «А»          | 11    | 13    | 2  | 6 | 5  | 11 | 14 | 10 | Сергій Коршунов (4)      | 1/4        |

## Відомі гравці
- Всеволод Бобров
- Костянтин Крижевський
- Віктор Метельський
- Сергій Коршунов
- Віктор Шувалов